# Горбаль, Василий Михайлович
Василий Михайлович Горбаль (укр. Василь Михайлович Горбаль; род. 18 марта 1971, Львов) — украинский политик и бизнесмен, банкир, народный депутат Украины IV, V и VI созывов (2002—2012); член Совета НБУ (2003—2005, 2007—2014); с 2002 года почётный президент Укргазбанка. Кандидат юридических наук.

## Биография
Отец Михаил Васильевич (1944 г. р.) — начальник полиграфцеха «Львовфото»,  мать Римма Николаевна (1945 г. р.) — заведующая лабораторией полиграфического института.
Выпускник одной из самых престижных львовских школ. По собственному свидетельству В. Горбаля, ко времени поступления в вуз он, призер нескольких республиканских олимпиад по математике, знал английский и французский языки.
Первоначально вознамерился поступить в МГИМО, однако там ему деликатно предложили поступать в КИМО, что он и сделал; занимался в последнем в 1987—1993 годах и окончил его как экономист-международник и референт-переводчик с англ. языка.
По студенческому обмену попал в Германию, провел три года в Баварии, где помимо учебы - одновременно работал в банках.
Однокурсник Михаила Саакашвили.
В 2001 году защитил кандидатскую диссертацию «Права людини у правовій думці Наддніпрянської України кінця XVIII - початку XX ст. (індивідуалістичні концепції)» (Национальный университет внутренних дел, 2001).
С 1987 года проживает в Киеве.
По окончании вуза работал на должности ведущего экономиста подотдела рынка ценных бумаг отдела поддержки предпринимательства Министерства экономики Украины. В том же 1993 году стал начальником отдела валютных операций и операций с ценными бумагами «Транскредобанка». В 1994 году В.Горбаль был заместителем, а затем и. о. председателя правления «Киево-Печерского акционерного коммерческого банка». Через год перешел в коммерческий банк «ФЭБ», где сперва стал начальником управления развития филиальной сети, а затем — и. о. директора киевского филиала. В 1996 году В.Горбаль работает в акционерном банке «Интергазбанк». Начинает с должности зампредправления — начальника отдела операций в иностранной валюте, а заканчивает председателем правления. В 1997-м «Интергазбанк» переименован в акционерный банк «Укргазбанк».

### Политическая деятельность
В 2002 году В. Горбаль стал почётным президентом ОАО АБ Укргазбанк — в связи с избранием в депутаты парламента. В Верховной Раде он пополнил ряды фракции «Регионы Украины». Позже стал членом Партии регионов, членом её политсовета и председателем Киевского городского отделения ПР. Для работы вне сессионного зала парламента депутат избрал бюджетный комитет ВР.

На выборах-2006 почётный президент «Укргазбанка» снова стал народным депутатом Украины. ("Львовянин Горбаль ни капли не стыдится своего членства в Партии регионов, которую принято считать пророссийской", — отмечалось в том же 2006 году в газете "Дело": - "Меня упрекают только те люди, которые сами являются перебежчиками из партии в партию. А я в Партии регионов с 2002 года, задолго до противостояния Ющенко и Януковича", - заявлял там же он сам.) В январе 2007 года Горбаль был назначен членом Совета Национального банка Украины.

На досрочных парламентских выборах 2007 года также прошёл в Верховную Раду под № 37 списка ПР. Возглавлял киевский избирательный штаб регионалов.

Одна из последних законодательных инициатив депутата — ужесточение правил работы для заведений с игровыми автоматами.
Весной 2010 года, после того как Президентом был избран лидер ПР Виктор Янукович, был назначен губернатором Львовской области.

Я руководил Львовской областной администрацией. Казалось бы, самая демократическая область, там регионалов нет в принципе, но и во Львовской области я столкнулся с тем, что многие вопросы не шли и не идут — начиная с той же борьбы с коррупцией.
Уволен 21 декабря 2010 года (по неофициальной версии — из-за низких результатов, полученных Партией регионов на Львовщине на местных выборах 2010 года). Вернулся в парламент, поскольку, работая губернатором, оставался депутатом-совместителем (вопреки действующему законодательству).
На украинских парламентских выборах 2012 года баллотировался в народные депутаты Украины как самовыдвиженец, состоящий членом Партии регионов, по одному из одномандатных мажоритарных округов г. Киева. Проиграл, заняв 4-е место с 12,12 % (12 468 голосов).
Во время избирательной кампании заявлял, что в случае своего избрания, в парламенте нового созыва не намерен входить во фракцию Партии регионов.
Собирается участвовать в выборах городского головы Киева.

## Семья
Отец - Горбаль Михаил Васильович - украинский иконописец.  Мать - Горбаль Римма Николаевна - преподаватель Львовского политехнического института.
Брат - Горбаль Олег Михайлович.
Первый брак Анна Витальевна Безлюдная - журналист Inter Media Group.  По словам самого Василя Михайловича,   брак распался из-за коммандировки Анны на Первую российско-чеченскую войну. 
Второй брак Горбаль (Бурмаченко) Галина Викторовна - украинская эстрадная певица Gallina. Брак продолжался  с 1996 по 2006 годы. Дочь София-Мария родилась после развода.  
Третий брак  Горбаль (Бочарова) Наталья Валерьевна (с 2015 года) - украинская писательница, адвокат, блогер, колумнист.  

## Награды
- Орден «За заслуги» III ст. (2003)[12]
- Заслуженный экономист Украины (23 июня 2009)[13]